# Legetetia
Legetetia (Легететија) је изумрли род мунгоса који је у периоду раног Миоцена настањивао подручје Кеније.

## Систематика

### Класификација
| врсте:                                    | распрострањеност фосила и локација: | временски распон:      |
| ----------------------------------------- | ----------------------------------- | ---------------------- |
| †Legetetia nandii (Schmidt-Kittler, 1987) | Кенија                              | 20,0 до 19,0 мил. год. |